# Dessinateurs pour l'égalité des genres

Dessinateurs pour l'égalité des genres (Dibujantes por la Igualdad de Género / Illustrators for Gender Equality) est une exposition internationale conçue en 2007 et qui a pour but de promouvoir et de défendre le concept d’égalité des genres à travers le dessin et la caricature.
Elle regroupe les œuvres de 30 artistes venant de 20 pays différents. Les dessins ne contiennent aucun texte afin de toucher un public le plus large et sans barrière de langue.
Jusqu’à présent, cette exposition a été présentée en Espagne, au Mexique, en Suède, à Cuba et en Singapour. Elle reçoit le soutien de plusieurs organisations telles que celle de la lutte pour les droits des Femmes, de diverses association culturelles, d’organismes gouvernementaux et d’universités.

## Tournée

### 2007
- Galileo Showroom, Madrid (Espagne).
- Latinarte Showroom, Madrid (Espagne).
- La Paloma Cultural Center, Madrid (Espagne).
- Villa de Vallecas Youth Center, Madrid (Espagne).

### 2008
- Royal Mail House, Madrid (Espagne).
- Oaxaca City Palace Museum, Oaxaca de Juárez (Mexique).

### 2009
- UNAM (Autonomous University of Mexico), Méjico F.D. (Mexique).
- Colima Regional Museum, Colima (Mexique).
- Francisco Velázquez, Havana (Cuba).
- Umeå University, Umeå (Suède).
- Pintores Gallery, Cáceres (Espagne).

### 2010
- La Musa Gallery, Baracoa (Cuba).

### 2011
- Palais de Justice de Xalapa, Veracruz (Mexique)[2].

### 2012
- Palais de Justice de San Cristóbal de Las Casas, Chiapas (Mexique).
- Palais de Justice de Yucatán, Yucatán (Mexique).

### 2013
- The Arts House, Singapour[3].
- Palais Ducal de Pastrana, Guadalajara (Espagne)[4].

## Dessinateurs
- Blasberg (Argentine)
- Tsocho Peev (Bulgarie)
- Huang Kun, Yu Liang, Ni Rong (Chine)
- Vladdo (Colombie)
- Oki (Costa Rica)
- Falco, Ares, Adán (Cuba)
- Pancho Cajas (Équateur)
- Node, JRmora, Sex, Enio (Espagne)
- Derkaoui (Maroc)
- Rocko, Boligan (Mexique)
- Firuz Kutal (Norvège)
- Kilia (République dominicaine)
- Florian-Doru Crihana (Roumanie)
- Miel (Singapour)
- Omar Zevallos (Pérou)
- Doris (Pologne)
- Kimberly Gloria (Hong Kong)
- Enos (États-Unis).